# هنری وندایک کارتر
هنری وندایک کارتر (انگلیسی: Henry Vandyke Carter؛ ۲۲ مهٔ ۱۸۳۱ – ۴ مهٔ ۱۸۹۷) یک تصویرگر کالبدشناسی، جراح، و کالبدشناس اهل انگلستان بود.
شهرت او به واسطهٔ طراحی‌ها و تصویرسازی‌هایش در کتاب مرجع آناتومی گری است.